# Hilde Schrader
Hilde Schrader (n. 4 ianuarie 1910, Staßfurt, Saxonia-Anhalt, Germania – d. 23 martie 1966, Magdeburg, RDG) a fost o înotătoare ce a reprezentat Germania, medaliată olimpică. A participat la o ediție a Jocurilor Olimpice (1928) în care a câștigat o medalie de aur.

## Participări
Lista de mai jos prezintă principalele competiții la care a participat Hilde Schrader de-a lungul carierei.
- swimming at the 1928 Summer Olympics – women's 200 metre breaststroke[*]